# Lil’ Dub Chefin’
Lil’ Dub Chefin’ – jedyny singel z dub albumu zespołu Gorillaz, stworzony przez zespół Spacemonkeyz. Na owym singlu znalazła się również jedyna oficjalna kompozycja tego zespołu - „Spacemonkeyz Theme”.

## Lista utworów
- CD

1. „Lil’ Dub Chefin’” (Album Version) - 4:42
2. „Lil’ Dub Chefin’” (Radio Edit) - 3:02
3. „Space Monkeyz Theme” - 5:21
4. „Lil’ Dub Chefin’” (video) - 3:29

- 12” Vinyl

1. „"Lil’ Dub Chefin’” (Album Version) - 4:42
2. „Lil’ Dub Chefin’” (Radio Edit) - 3:02
3. „Space Monkeyz Theme” - 5:21